# Marit Røsberg Jacobsen
Marit Røsberg Jacobsen (* 25. Februar 1994 in Narvik, Norwegen) ist eine norwegische Handballspielerin, die dem Kader der norwegischen Nationalmannschaft angehört.

## Vereinskarriere
Marit Røsberg Jacobsen spielte anfangs bei den norwegischen Vereinen Ankenes HK, Charlottenlund SK und Selbu IL. Ab dem Jahre 2014 spielte die Rechtsaußenspielerin beim Erstligisten Byåsen IL. Mit Byåsen nahm sie regelmäßig an europäischen Pokalwettbewerben teil. Seit der Saison 2018/19 läuft die Linkshänderin für den dänischen Erstligisten Team Esbjerg auf. Mit Esbjerg gewann sie 2019, 2020, 2023 und 2024 die dänische Meisterschaft sowie 2021 und 2022 den dänischen Pokal. Sie wurde als beste Spielerin auf der Position Rechtsaußen der Grundserie der Saison 2021/22 ausgezeichnet. Seit dem Februar 2025 pausiert sie aufgrund ihrer ersten Schwangerschaft.

## Auswahlmannschaften
Marit Røsberg Jacobsen lief jeweils 34-mal für die norwegische Jugend- sowie für die Juniorinnennationalmannschaft auf. Mit diesen Auswahlmannschaften nahm sie an der U-17-Europameisterschaft 2011, an der U-18-Weltmeisterschaft 2012, an der U-19-Europameisterschaft 2013 und an der U-20-Weltmeisterschaft 2014 teil. Bei der U-17-EM und bei der U-18-WM gewann sie jeweils die Bronzemedaille. Weiterhin wurde sie bei der U-18-WM ins All-Star-Team gewählt. Am 1. Juni 2016 gab sie ihr Debüt für die norwegische Nationalmannschaft.  Marit Røsberg Jacobsen gewann mit Norwegen bei der Weltmeisterschaft 2017 die Silbermedaille. Für Norwegen lief sie bei der Europameisterschaft 2018 auf. Zwei Jahre später gewann sie die Goldmedaille bei der Europameisterschaft. Im Turnierverlauf erzielte sie neun Treffer. Mit der norwegischen Auswahl gewann sie die Bronzemedaille bei den Olympischen Spielen in Tokio. Jacobsen erzielte im Turnierverlauf insgesamt elf Treffer. 2021 gewann sie mit Norwegen die Weltmeisterschaft. Bei den Olympischen Spielen in Paris gewann sie die Goldmedaille. Im selben Jahr gewann sie einen weiteren Titel bei der Europameisterschaft.